# Crkva Uznesenja Marijina u Sutivanu
Crkva Uznesenja Marijina nalazi se u Sutivanu na Braču.

## Opis
Vrijeme nastanka je od 16. do 19. stoljeća. Na zapadnoj strani luke u Sutivanu na predjelu zvanom Donja lučica smještena je u ulici don Tome Ivanovića 3 župna crkva Uznesenja Marijina. Prva crkva sagrađena je nakon osamostaljenja župe od Donjeg Humca oko 1590. godine i više puta je obnavljana. Oko 1800. crkva je barokizirana i pridodan joj je zvonik kojeg je izradio mletački altarista Petar Pavao Bertapelle. Nad skošenim podankom su dva kata punog korpusa zvonika i na trećem katu je loža s lanternom u obliku osmerokuta i lukovicom. Župna crkva je jednobrodna kamena građevina s polukružnim prozorima građena u jednostavnim oblicima dalmatinskog kasnog baroka.

## Zaštita
Pod oznakom Z-3408 zavedena je kao nepokretno kulturno dobro - pojedinačno, pravna statusa zaštićena kulturnog dobra, klasificirano kao "sakralna graditeljska baština".

## Vanjske poveznice
|  | Zajednički poslužitelj ima još gradiva o temi Crkva Uznesenja Marijina u Sutivanu |